# 하라 분베에
하라 분베에(일본어: 原 文兵衛, 1913년 4월 29일~1999년 9월 7일)는 4선 참의원 의원을 지낸 일본의 정치인이다.

## 생애
1913년 4월에 도쿄부 도쿄시 간다구(현 도쿄도 지요다구)에서 태어났다. 도쿄부립 제사중학교와 구제 우라와 고등학교를 거쳐 도쿄 제국대학(현 도쿄 대학)을 졸업한 뒤 1936년 내무성에서 관료 생활을 시작했다. 경시청 보안부 교통과에 배속되었는데 첫 계급은 경부보였다. 다음 해에 경부로 승진했지만 곧 일본 제국 육군에 입대했다. 그리고 1940년 중위로 제대한 뒤 경찰에 복귀해 시가현경 경무과장, 가고시마현경 특고과장을 거쳐 1943년에 경시청 경무과장이 되었고 종전 후에는 내무성 지방국 사무관, 총리부 사무관, 경시청 교통부장 등을 역임했다.
1954년에 나가노현경찰본부장, 1956년에 가나가와현경찰본부장을 지냈고 1958년에는 경찰청 보안국장을 거쳐 경시청 경무부장이 되었다. 1961년 경시총감에 취임하여 4년을 재임했다. 이때 요시노부짱 유괴 살인 사건, 쿠사카 지로 사건 등을 진두지휘했으며 1964년 하계 올림픽 당시 치안 대책에도 주력했다. 1965년 경시총감에서 물러난 뒤 같은 해 10월 공해방지사업단 이사장이 되어 1970년까지 재임했다.
1971년 제9회 일본 참의원 의원 통상선거에 자유민주당 공천을 받아 도쿄도 선거구에 출마해 당선됐다. 1981년 스즈키 젠코 내각 (개조)에서 환경청 장관으로 임명돼 처음 입각했으며 1991년에 가이후 도시키가 총재로 있을 때 자민당 참의원 의원회장이 되었다. 미야자와 기이치가 취임한 뒤에도 유임되었다.
1992년 제16회 일본 참의원 의원 통상선거 때 선거 대책을 지휘했다. 1989년 선거 때는 일본사회당 위원장 도이 다카코의 이른바 도이붐의 여파로 자민당이 대패했었는데 1992년 선거에선 패배를 어느 정도 회복하는 데 성공했다. 1992년 선거 직후 일본 참의원 의장에 취임해 3년간 재임했다.
1995년 참원선에 불출마하면서 정계를 은퇴했다. 그의 지지 기반은 도쿄도의회 의원 호사카 산조가 물려받았다. 1996년 가을에 훈1등 욱일동화대수장을 수훈했다.
1999년 9월 폐렴으로 사망했다. 향년 86세였으며 종2위에 추서됐다.

## 이야깃거리
하라의 매형인 마치무라 야스오는 하라의 고등학교 후배다. 상인의 아들로 태어난 하라는 관계에 인맥이 없었는데 기업인이던 야스오의 도움으로 마치무라 긴고와 연줄을 만들 수 있었고 그 덕에 내무성에도 들어가게 되었다.
경시청 경무과장으로 재직할 때 도쿄 대공습이 벌어졌다. 당시 경시청의 전속 카메라맨이던 이시카와 고요는 공습의 기록을 담당하고 있었다. 위험한 일이었음에도 이시카와가 현장에 출동하려 하자 하라는 이시카와에게 반드시 살아서 돌아오라고 지시했다. 이시카와는 무탈하게 복귀했으며 그가 촬영한 사진은 중요한 자료로 활용되고 있다.
사할린섬의 조선인 귀환 문제나 위안부 문제와 같은 전후 처리 문제를 해결하는 데 적극적이었다. 그 인연으로 여성을 위한 아시아 평화 국민 기금 초대 이사장도 맡았다.

## 역대 선거 기록
|  | 19.95% |

|  | 24.85% |

|  | 21.93% |

|  | 22.3% |

| 전임 구지라오카 효스케 | 제13대 환경청 장관 1981년 11월 30일~1982년 11월 27일 | 후임 가지키 마타조 |

| 전임 오사다 유지 | 제20대 일본 참의원 의장 1992년 8월 7일~1995년 7월 22일 | 후임 사이토 주로 |